# Ковалевский, Кшиштоф
Кшиштоф Ковалевский (польск. Krzysztof Kowalewski, 20 марта 1937 года, Варшава, Польша — 6 февраля 2021 годa, там же) — польский актёр телевидения, театра и кино. Известен преимущественно по комедийным ролям. Дебют Ковалевского на экране состоялся в 1960 году в фильме Александра Форда «Крестоносцы». Ковалевский сыграл более чем в 120 фильмах и телевизионных сериалах в качестве актера на сцене и актера дубляжа.
Российской публике наиболее известен по роли Яна Онуфрия Заглобы — польского шляхтича русинского происхождения в фильме Ежи Гофмана «Огнём и мечом».
Являлся преподавателем Театральной Академии имени Александра Зелвировича в Варшаве.

## Биография
Кшиштоф Ковалевский родился в Варшаве 20 марта 1937 года. Его матерью была польская актриса Эльжбета Ковалевская. В 1955 году закончил XIV варшавский Общеобразовательный лицей имени Станислава Сташица. В 1960 году окончил Государственную высшую театральную школу в Варшаве. На итоговом музыкальном экзамене исполнил произведение «Ach, Ludwiko» на слова Юлиана Тувима.
В том же году снялся в эпизодической роли в «Крестоносцах» Александра Форда. В следующем году стал актером Варшавского Драматического Театра. В 1960-х — 1980-х годах прославился как актёр военных фильмов. Сыграл в фильмах Витольда Люсьевича «Апрель» (1961) и «Место для одного» (1965); а также в криминальных фильмах Януша Маевского «Учреждение» (1969), «Преступник, который украл преступление» (1969) и «Дезертиры Императорской армии» (1985).
В 1970 году сыграл в военном сериале «Колумбы» Януша Моргенштерна, а в 1973-м — в психологическом фильме Ежи Ставиньского «Час пик». Ковальский часто играл в фильмах комедийного режиссёра Станислава Бареи, что закрепило за ним славу комедианта. Он известен по фильмам «Нет розы без огня» (1974), «Брюнет вечерней порой» (1976), «Что ты сделаешь, когда поймаешь меня?» (1977) и «Мишка» (1981).
Также Ковалевский известен по трем фильмам, снятым по историческим романам Генрика Сенкевича. В 1960-х годах он сыграл свою первую эпизодическую роль в «Крестоносцах», в 1974 году — Роха Ковальского в фильме Ежи Гофмана «Потоп», а в 1999 — свою знаменитую роль Заглобы в фильме того же режиссёра «Огнём и мечом».

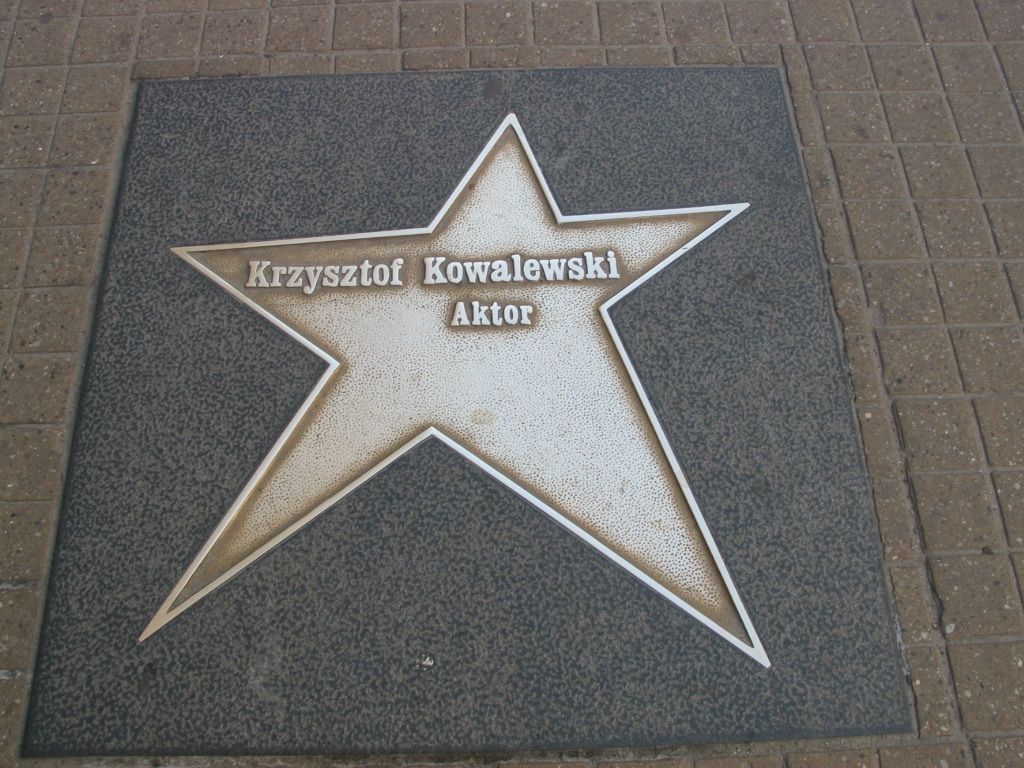
Звезда Ковалевского на «Аллее Звезд» в Лодзи

В разное время Ковалевский работал в разных варшавских театрах: Драматическом театре, Польском театре, Студенческом театре Сатириков, Театре Варьете, театре Квадрат и Современном театре. Исполнил одну из главных ролей в радиоспектакле «Kocham pana, panie Sułku» (постановка Ежи Маркушевски). В 2011 году принял участие в рекламной кампании сети супермаркетов Lidl.
29 февраля 2012 года незадолго до 75-летия актера прошел его бенефис. Это событие транслировалось по радио в прямом эфире.
Умер 6 февраля 2021 года в возрасте 83 лет.

## Личная жизнь
Был женат трижды. Первая жена — Вивиан, кубинского происхождения. От первого брака имеет сына Виктора. На протяжении почти 20 лет был мужем известной польской актрисы Евы Вишневской. Вместе с ней они сыграли в фильме «Огнём и мечом». C 2002 года женат на актрисе Агнешке Сухоре. От неё имеет дочь Габриэлу.

## Награды
- «Wielki Splendor» — приз «Польского радио» лучшему актеру радиопостановок (1992 год).
- Кавалерский крест Ордена Возрождения Польши (12 июня 2002 года)[9].
- Золотая медаль «За заслуги в культуре Gloria Artis» — награда Министерства культуры и национального наследия Польши за вклад в развитие культуры (2009 год)[10].

## Избранная фильмография

### Актёр
- 1960 — Крестоносцы (польск. Krzyżacy) — эпизод
- 1961 — Апрель (польск. Kwiecień) — Суликовский
- 1961 — Два господина N / Dwaj panowie «N»
- 1966 — Марыся и Наполеон (польск. Marysia i Napoleon) — офицер
- 1969 — Ведомство (польск. Urząd)
- 1973 — Час пик (польск. Godzina szczytu) — инженер Адамчевский
- 1974 — Конец каникул (польск. Koniec wakacji)
- 1974 — Первый правитель (польск. Gniazdo) — Болеслав, сын Болеслава Грозного
- 1974 — Потоп (польск. Potop) — Рох Ковальский
- 1974 — Нет розы без огня (польск. Nie ma róży bez ognia) — Милиционер
- 1974—1975 — Сорокалетний (польск. 40-latek) — Бенек
- 1976 — Брюнет вечерней порой (польск. Brunet wieczorową porą) — Михал Роман
- 1978 — Что ты мне сделаешь, когда поймаешь (польск. Co mi zrobisz, jak mnie złapiesz?) — Тадеуш Кшакоский
- 1980 — Семья Лесьневских (польск. Rodzina Leśniewskich) — Анджей Лесьневский, отец
- 1980 — Мишка (польск. Miś) — Ян Хохвандер
- 1982 — Аварийный выход (польск. Wyjście awaryjne) — Комендант милиции
- 1985 — Предупреждения (польск. Zmiennicy) — Томаш Михалик
- 1985 — Дезертиры (польск. C.K. Dezerterzy) — Шеф компании
- 1987 — Специальная миссия (польск. Misja specjalna) — Ян
- 1991 — Контролируемые разговоры (польск. Rozmowy kontrolowane — Полковник Молибден
- 1999 — Пальчики оближешь (польск. Palce lizać) — Станислав Рудзки[11]
- 1999 — Операция «Коза» (польск. Operacja Koza) — полковник Кремпский
- 1999 — Огнём и мечом (польск. Ogniem i mieczem) — пан Ян Онуфрий Заглоба
- 2001 — В пустыне и в джунглях (польск. W pustyni i w puszczy) — Грек Калиопули
- 2001-2003 — Больница на распутье (Szpital na perypetiach) — Ординатор Любич
- 2003-2009 — Далеко от носилок (Daleko od noszy) — Ординатор Любич
- 2003 — Король Убю (польск. Ubu Król) — Писседукс
- 2004 — Никогда в жизни! (польск. Nigdy w życiu!) — Отец Юдиты
- 2006 — Я вам покажу! (польск. Ja wam pokażę!) — Отец Юдиты
- 2007 — Рысь (польск. Ryś) — Полковник Молибден
- 2009 — 39 с половиной (польск. 39 i pół) — Майор Челка
- 2013 — Правосудие Агаты (польск. Prawo Agaty) — Луцьян Завильский
- 2017 — Далеко от носилок. Реанимация (польск. Daleko od noszy. Reanimacja) — министр здравоохранения (бывший ординатор) Любич
- 2019 — Процедер (польск. Proceder) — заключенный «Шайба»
- 2020 — Любители (польск. Amatorzy) — Бартошек (последняя роль)

### Дубляж
Кшиштоф Ковалевский также участвовал в польском дубляже множества фильмов и компьютерных игр.
- 1995 — Уоллес и Громмит — Уоллес
- 1999 — Тарзан — Тантор
- 2002 — Лило и Стич — Джамбо Джукиба
- 2005 — Бешеные скачки — Вудзи
- 2005 — Хроники Нарнии: Лев, колдунья и волшебный шкаф — Мистер Бивер
- 2006 — Лесная братва — Винсент
- 2006 — Тачки — Шериф
- 2007 — Рататуй — Гюсто
- 2008 — Assassin’s Creed — Абу-аль-Нуквод
- 2008—2012 — Байки Мэтра — Шериф
- 2011 — LittleBigPlanet 2 — Клайв
- 2011 — The Elder Scrolls V: Skyrim — Арнгейр
- 2011 — Рио — Луиз
- 2006 — Тачки 2 — Шериф
- 2014 — Рио 2 — Луиз
- 2017 — Тачки 3 — Шериф